# Marguerite Clémentine de Habsbourg-Lorraine
Marguerite Clémentine de Habsbourg-Lorraine, née à Alcsút le 6 juillet 1870 et morte à Ratisbonne le 2 mai 1955, est une archiduchesse d'Autriche, devenue par mariage, en 1890, princesse consort de Tour et Taxis.

## Biographie

### Famille

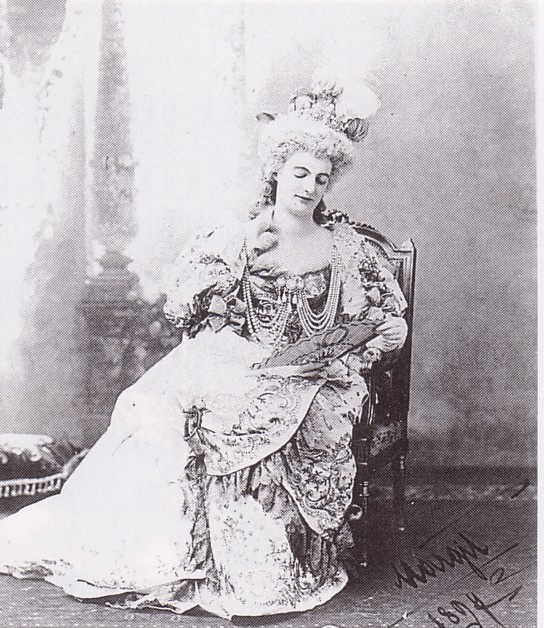
Marguerite-Clémentine d'Autriche vers 1890.

Troisième fille et troisième des sept enfants de l'archiduc Joseph de Habsbourg-Lorraine et de Clotilde de Saxe-Cobourg-Kohary, l'archiduchesse Clémentine Marguerite est la nièce de la reine des Belges Marie-Henriette de Habsbourg-Lorraine et une cousine de la reine d'Espagne, Marie-Christine d'Autriche-Teschen, et du tsar Boris III de Bulgarie.
Par son père, elle est donc l'arrière-petite-fille de l'empereur Leopold II d'Autriche et de son épouse l'infante d'Espagne Marie-Louise de Bourbon. Par sa mère, elle est également l'arrière-petite-fille du roi des Français Louis-Philippe Ier et de son épouse Marie-Amélie de Bourbon-Siciles,.
Outre ses frères Joseph (1872-1962) et Ladislas (1875-1895), Marguerite Clémentine de Habsbourg a quatre sœurs : 1) Elisabeth Clémentine (1865-1866), 2) Marie-Dorothée (1867-1932), qui épouse en 1896 le prétendant orléaniste français Philippe d'Orléans (1869-1926), 3) Elisabeth Henriette de Habsbourg-Lorraine (1883-1958), célibataire, et 4) Clotilde (1884-1903), célibataire.

### Mariage et descendance
L'archiduchesse Marguerite Clémentine se marie à Budapest, le 15 juillet 1890 avec le prince Albert Ier de Tour et Taxis, chef de sa maison depuis qu'il a succédé à son frère Maximilien en 1885, fils cadet du prince héritier Maximilien de Tour et Taxis (1831-1867) et de la princesse héritière Hélène en Bavière (1834-1890), sœur de l'impératrice Élisabeth. 
Le couple a huit enfants :
- François-Joseph (1893-1971), marié avec Isabelle, fille de Miguel de Bragance,
- Joseph-Albert (1895-1895),
- Charles-Auguste (1898-1982), marié avec Anne, fille de Miguel de Bragance,
- Louis-Philippe (1901-1933), marié avec Élisabeth, fille du grand-duc Guillaume IV de Luxembourg,
- Max-Emmanuel (1902-1994), bénédictin,
- Elisabeth Helene (1903-1976), mariée avec Frédéric-Christian de Saxe (1893-1968),
- Raphaël-Rainier (1906-1993), marié avec Marguerite de Tour et Taxis,
- Philippe-Ernest (1908-1964), marié avec Eulalie de Tour & Taxis.

### Mort
Veuve depuis 1952, Marguerite Clémentine meurt à l'âge de 84 ans à Ratisbonne, le 2 mai 1955, où elle est inhumée, tout comme son mari, dans la chapelle de la crypte du Schloss Sankt Emmeram, anciennement abbaye de St. Emmeran.

## Honneurs
Marguerite Clémentine est :
- Dame noble de l'ordre de la Croix étoilée, Autriche-Hongrie ;
- Dame de l'ordre de Sainte-Élisabeth (Royaume de Bavière) ;
- Dame Bailli Grand-croix d'honneur et de dévotion de l'ordre souverain de Malte.